# Tartumaa
Tartumaa (estniska: Tartu maakond eller Tartumaa) är ett landskap (maakond) i östra Estland med en yta på 2 993 km² och 148 872 invånare (2004). Huvudort är Tartu.
2017 ändrades landskapets gränser som en följd av kommunsammanslagningar då området motsvarande de tidigare kommunerna Pala och Tabivere tillfördes landskapet från Jõgevamaa samtidigt som delar av de tidigare kommunerna Palupera och Puka tillfördes landskapet från Valgamaa och ett område motsvarande större delen av den tidigare kommunen Meeksi tillfördes Põlvamaa.

## Kommuner

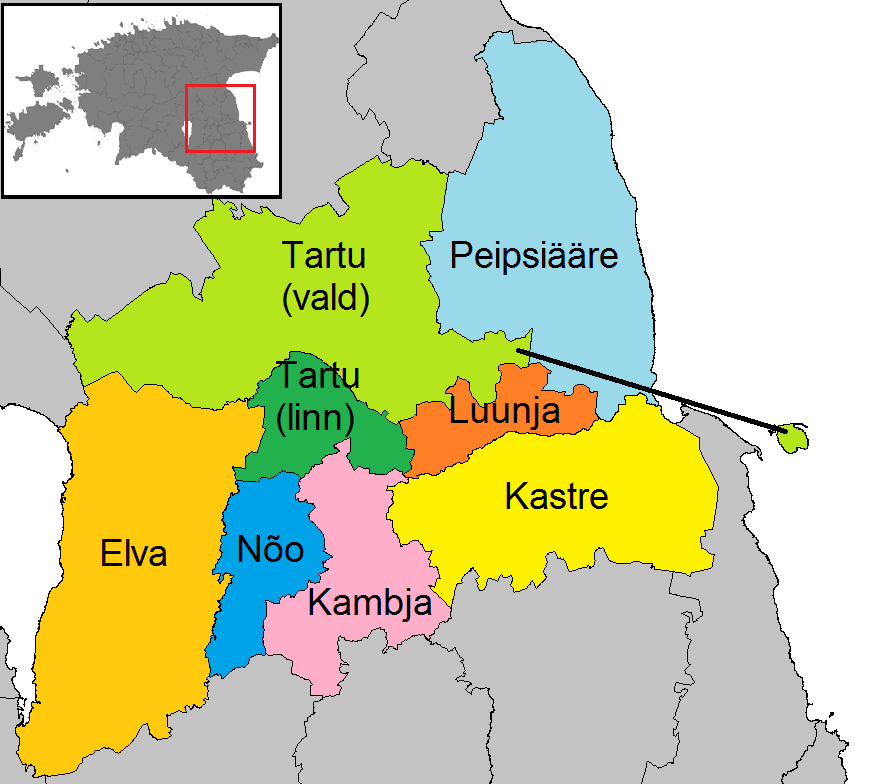
Kommuner i landskapet Tartumaa.

Landskapet är sedan 2017 indelat i åtta kommuner, varav en stadskommun.

### Stadskommuner
- Tartu

### Landskommuner
- Elva (inkluderar staden Elva)
- Kambja
- Kastre
- Luunja
- Nõo
- Peipsiääre (inkluderar staden Kallaste)
- Tartu

## Tidigare kommuner

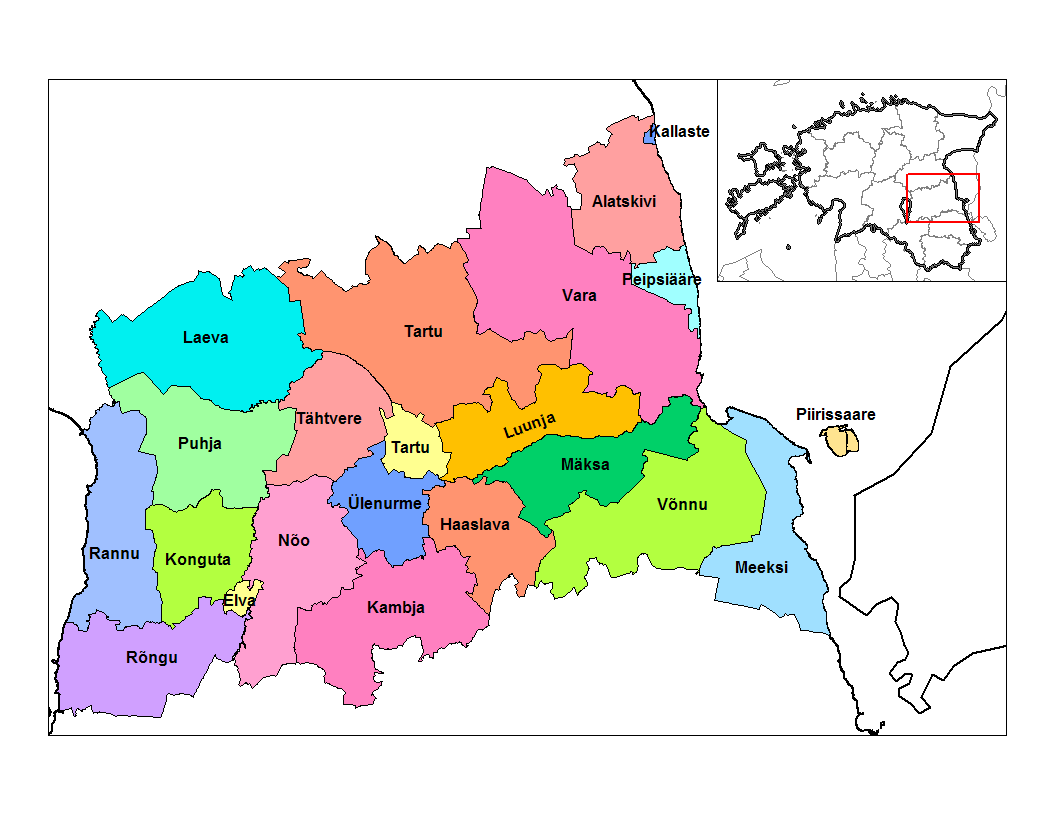
Kommunindelningen i landskapet Tartumaa innan kommunreformen 2017.

Innan kommunreformen 2017 var landskapet indelat i 22 kommuner, varav tre stadskommuner.

### Stadskommuner
- Elva
- Kallaste
- Tartu

### Landskommuner
- Alatskivi
- Haaslava
- Kambja
- Konguta
- Laeva
- Luunja
- Meeksi
- Mäksa
- Nõo
- Peipsiääre
- Piirissaare
- Puhja
- Rannu
- Rõngu
- Tartu
- Tähtvere
- Vara
- Võnnu
- Ülenurme

## Orter
Efter gränsjusteringar som följd av kommunreformen 2017 finns det i landskapet Tartumaa tre städer, 23 småköpingar samt 356 byar.

### Städer
- Elva
- Kallaste
- Tartu

### Småköpingar
- Alatskivi
- Ilmatsalu
- Kambja
- Kasepää
- Kolkja
- Kureküla
- Kõrveküla
- Käärdi
- Luunja
- Lähte
- Märja
- Nõo
- Puhja
- Rannu
- Roiu
- Rõngu
- Tabivere
- Tõravere
- Tõrvandi
- Ulila
- Vahi
- Varnja
- Võnnu
- Äksi
- Ülenurme